# Bitva u Vilémova
Bitva u Vilémova či také Obklíčení u Vilémova bylo válečným střetem mezi českým vojskem pod velením českého krále Jiřího z Poděbrad a uherským vojskem v rámci tažení křížové výpravy vedené uherským králem Matyášem Korvínem v rámci česko-uherských válek. Odehrála se 26. února 1469 v okolí vsi Vilémova nedaleko Havlíčkova Brodu a skončila obklíčením Korvínovy armády v údolí řeky Doubravy, po kterém došlo k setkání a rozhovoru obou panovníků v Úhrově a odvrácení přímého střetu vojsk. Korvín pak s příslibem odchodu z Českého království bojiště s armádou opustil, zanedlouho však opět začal s bojovými akcemi.
Ačkoliv je tato bojová situace nazývána bitvou, byla především strategickým vítězstvím českého vojska, kterého bylo dosaženo s malými počty padlých na obou stranách. Z širšího hlediska ovšem nedokázala odvrátit Korvínův politický vzestup.

## Pozadí
Dne 23. prosince 1466 prohlásil papež Pavel II. Jiřího z Poděbrad jako kacíře za sesazeného z trůnu a vyhlásil proti kališnickým Čechám křížovou výpravu. Roku 1467 papež potvrdil za vůdce katolíků Zdeňka ze Šternberka, předáka Zelenohorské jednoty. Jemu byly na pomoc poslány houfy křižáků z okolních zemí, avšak jejich útoku vojska Jiřího z Poděbrad úspěšně čelila. V březnu roku 1468 zahájil přímý boj vykonavatel papežské klatby uherský král Matyáš Korvín. Vpadl na Moravu a postupně likvidoval pozice Jiřího z Poděbrad, který zatím neúspěšně svolával české vojsko k efektivnímu protiútoku. V květnu se bojovalo na jihozápadní Moravě, 14. května byla útokem dobyta Třebíč. Poté Matyášova vojska oblehla hrad Špilberk v Brně a opevněný klášter Hradisko u Olomouce. Výprava Čechů proti Matyášovým vojskům skončila katastrofou, když v bitvě u Zvole bylo české vojsko rozprášeno a jeho velitel Zdeněk Kostka z Postupic byl smrtelně zraněn. Po obléhání se vzdala i posádka kláštera Hradisko a v únoru 1469 po půlročním obléhání i Špilberk.

### Tažení do Čech
Začátkem února roku 1469 se vydal Matyáš Korvín se silným vojskem o síle asi dvaceti tisíc mužů z Moravy do Čech s plánem útoku na Kutnou Horu, významné město se stříbrnými doly. Akutní invazní hrozba a vytrvalé politické snahy však nakonec přesvědčily české stavy k vyslání svých jednotek a vojsko svolané ke Kutné Hoře tak bylo záhy připraveno výpadu v početní přesile čelit. Křížová výprava následně pronikla na Chrudimsko, kde se u Hrochova Týnce spojila s vojsky Zelenohorské jednoty, následně však selhala při pokusu o dobytí Chrudimi, při které Matyáš málem sám padl do zajetí. Král Jiří poté rozhodl s vojskem vyrazit k Čáslavi a Korvína zde konfrontovat. Zprávy o počtech Čechů, špatné zásobování a zima jej nakonec donutily k ústupu zpět na Moravu přes oblast Železných hor a Českomoravské vrchoviny.

## Průběh bitvy

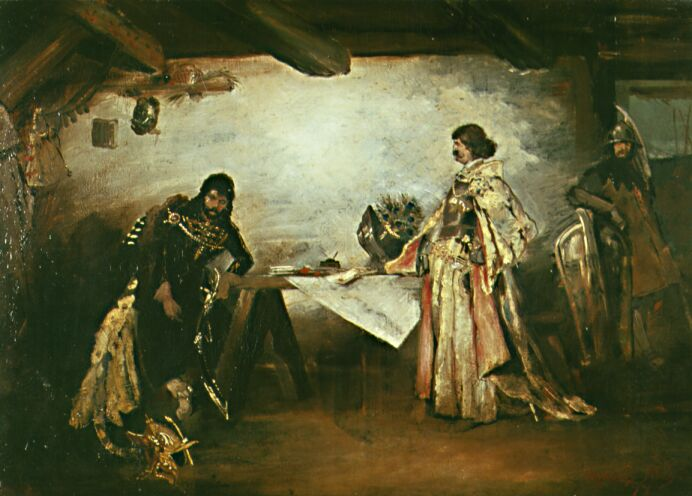
Setkání Jiřího z Poděbrad s Matyášem Korvínem v kovárně v Úhrově (malba M. Alše)

Nejvhodnější trasou pro uherské vojsko byl pochod podél břehu řeky Doubravy přes Žleby, Ronov a Chotěboř. Terénu znalé české vojsko, s podporou místních obyvatel, pak úspěšně zablokovalo mosty a brody přes řeku a sevřelo tak Korvínovy jednotky mezi ní a příkré úpatí Železných hor, navíc ve vysokých sněhových závějích. Poděbradovo vojsko mělo navíc výhodu množství vozů, které umožňovaly rychlejší přesuny, navíc byly snadno přeměnitelné na vozovou hradbu, ideální pro vytváření blokačních pozic. Část Čechů posléze řeku překročila, aby postupovala za Korvínem, stejně tak se rychlejší české vojsko zvládlo několik kilometrů východně od Vilémova dostat před nepřítele. K dokončení obklíčení došlo 26. února 1469.
Z vojenského hlediska byla pro Korvína situace v případě přímého boje krajně nepříznivá. Jeho armáda byla lapena v údolí Doubravy a ve výsledku pak obklíčena ze tří stran, uherské vojsko unavené řadou dní dlouhého pochodu v zasněženém terénu by navíc proti přesile neobstálo. Rovněž české vojsko by však patrně v přímé bitvě utrpělo značné ztráty. Matyáš tak byl přinucen k osobní schůzce s Jiřím z Poděbrad, která údajně proběhla 27. února v budově vypálené kovárny ve vsi Úhrov pod později památnou lípou. Skutečný obsah rozhovoru nelze ověřit, Korvín zde však slíbil, že zanechá dalšího nepřátelství vůči českému králi a za tento slib byl i se svými muži propuštěn a odtáhl zpět na Moravu.
Svůj slib však nedodržel a brojil proti Jiřímu dál. 3. května téhož roku byl katolickými pány zvolen v Olomouci za českého krále. V červnu však český zemský sněm tuto volbu odmítl a na návrh Jiřího z Poděbrad uznal nástupnictví Vladislava Jagellonského na český trůn. Zejména na Moravě a ve Slezsku se rozhořely boje mezi příznivci obou znesvářených táborů a střety v zásadě probíhaly až do smrtí Korvína smrti roku 1490.

## Hodnocení bitvy

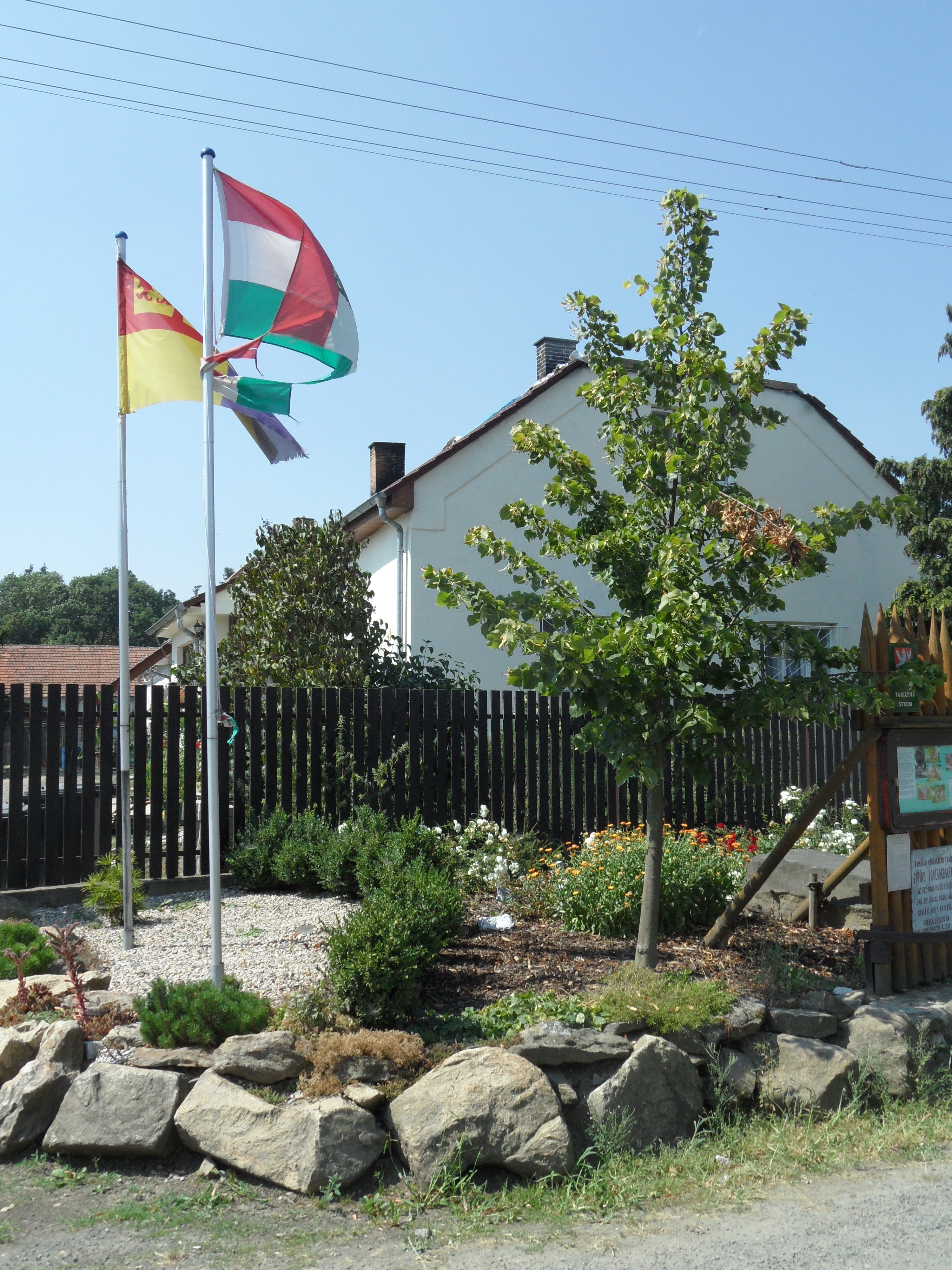
Nová lipka vysazená v roce 2013 na místě původní Úhrovské lípy

Není zcela jasné, zda mezi oběma vojsky proběhly ještě před obklíčením u Vilémova výraznější bojové srážky, a nelze tak vyčíslit případné oběti střetu. V nastalé situaci lze zhodnotit vítězství bez boje, kterého Jiří z Poděbrad dosáhl, jako mimořádný vojenský a politický úspěch, který měl zajistit vzájemné příměří až do začátku roku 1470. Jeho reálný politický dopad se však téměř nijak neprojevil a Korvín v tažení proti husitství a ve snaze získat českou korunu pak v podstatě svrchovaně vládl na Moravě až do své smrti.
Jednalo se rovněž o poslední velké vítězství Jiřího z Poděbrad, který zemřel 22. března roku 1471.
Úhrovská lípa byla na připomínku setkání českého a uherského krále opatřena pamětní plaketou. Podle jiné pověsti zde Jiří z Poděbrad odpočíval na začátku války, když mířil k nepřátelům.

## V umění
Bitva u Vilémova se, především ve 2. polovině 19. století stala opakovaným námětem českých malířů, jako např. Mikoláš Aleš či Adolf Liebscher.